# Helictopleurus heidiae
Helictopleurus heidiae là một loài bọ cánh cứng trong họ Bọ hung (Scarabaeidae).